# Senador Cortes
Senador Cortes là một đô thị thuộc bang Minas Gerais, Brasil. Đô thị này có diện tích 98,43 km², dân số năm 2007 là 2011 người, mật độ 21,5 người/km².